# Боровня
Боровня (пол. Borownia) — село в Польщі, у гміні Цьмелюв Островецького повіту Свентокшиського воєводства.
Населення — 34 особи (2011).
У 1975-1998 роках село належало до Тарнобжезького воєводства.

## Демографія
Демографічна структура на день 31 березня 2011 року:
|          | Загалом | Допрацездатний вік | Працездатний вік | Постпрацездатний вік |
| -------- | ------- | ------------------ | ---------------- | -------------------- |
| Чоловіки | 18      | 1                  | 16               | 1                    |
| Жінки    | 16      | 2                  | 7                | 7                    |
| Разом    | 34      | 3                  | 23               | 8                    |